# Augerums kyrka

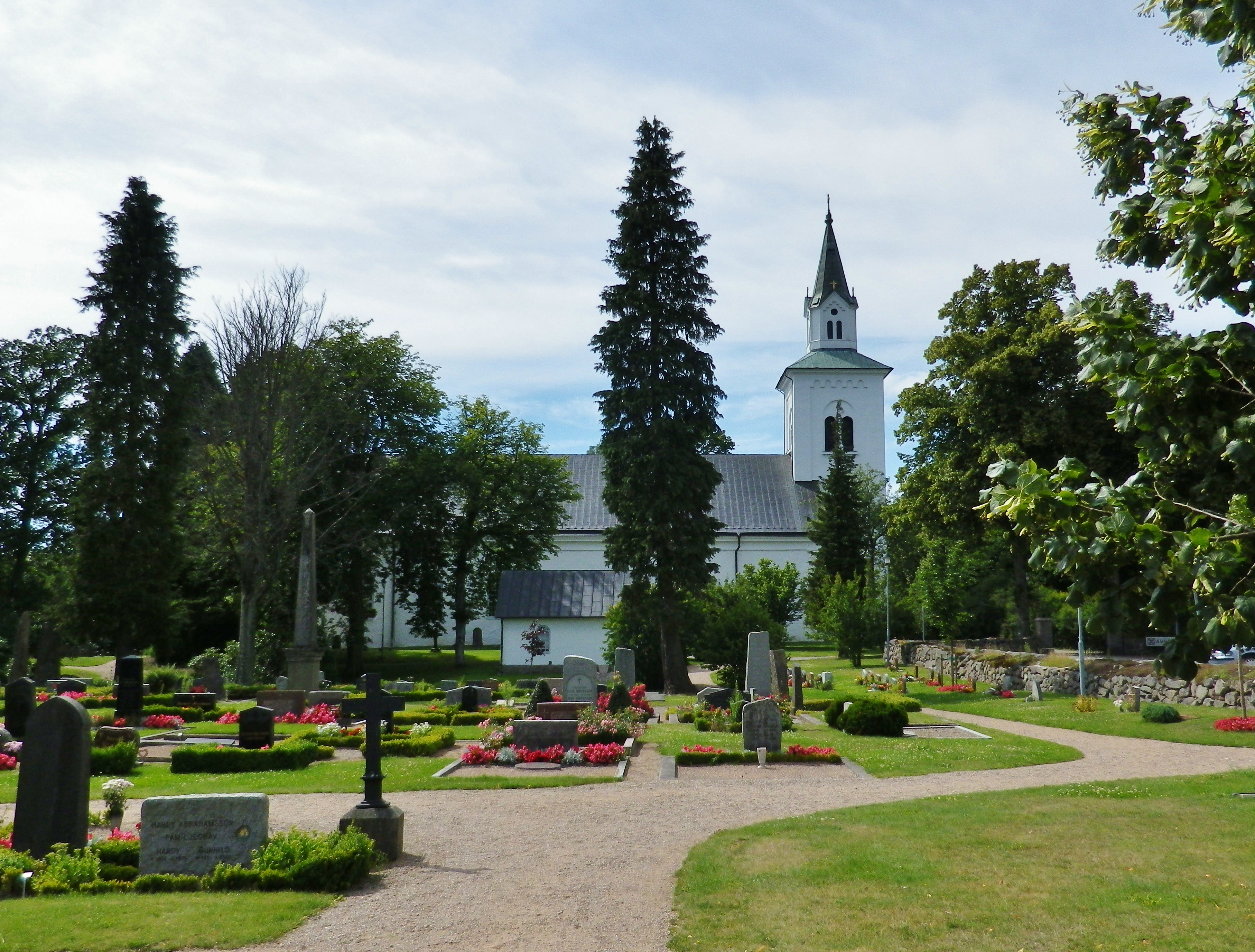
Augerums kyrka och kyrkogård

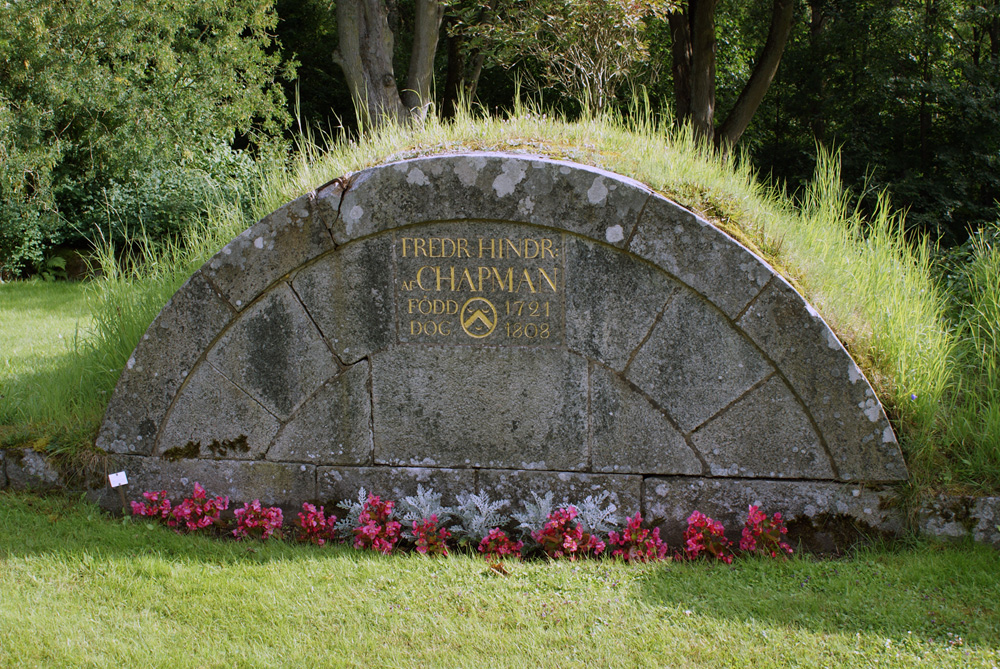
Fredrik Henrik af Chapmans grav.

Augerums kyrka är en kyrkobyggnad i Augerum i Lunds stift. Den är församlingskyrka i Lyckå församling. Kyrkan är belägen invid Lyckebyån norr om Karlskrona. Enligt legenden ska den gamla kyrkan ha rasat ner i Lyckebyån. Vid en särskilt kraftig vårflod, när ån steg tillräckligt högt, ska delar av kyrkogården och den gamla kyrkan ha dragits ner i vattenmassorna. Detta hände aldrig, men man skrämde barn med denna historia under många år. Barnen från till exempel Kättilsmåla, som kom och hade skolavslutning i Augerums kyrka, blev tillsagda av sina föräldrar att sätta sig långt bak nära kyrkporten, för att hinna ut om kyrkan skulle rasa ner i ån igen. På grund av denna skröna kallas den lilla dammen i ån, nedanför kyrkan och precis efter kvarnen och bron, för Klockegölen. Enligt legenden ska den gamla kyrkans klockor ligga nere på botten, och man ska ännu kunna höra dem ringa, om man lyssnar noga.

## Kyrkobyggnaden
En kyrka av gråsten uppfördes under medeltiden. Den hade vitputsade väggar, ett tak belagt med spån och var invändigt dekorerad med målningar. Dock förföll kyrkan så pass mycket att församlingen lät riva den.
Nuvarande kyrkobyggnad, ritad av arkitekten J W Gerss, uppfördes 1819–1822 i nyklassicistisk stil. Kyrkan är ovanlig såtillvida att den är placerad i nord/sydlig riktning istället för öst/västlig, vilket innebär att det stora långhuset avslutas med en korvägg i söder och en bakomliggande sakristia.
1862 förändrades exteriören genom uppförandet av ett torn i norr efter ritningar Albert Törnqvist.Tornbyggnaden uppvisar i sin arkitektur romanska inslag bl.a. i ljudöppningarnas utformning. Tornet avslutas av en lanternin med spetsiga gavlar prydda med kors och en spira krönt av ett ringkors.
Kyrkorummet är treskeppigt. Kraftiga kolonner bär upp det tunnvälvda, förhöjda mittskeppet.
Lyckå församling har under perioden januari–oktober 2009 genomfört en interiör och exteriör renovering av Augerums kyrka.
Öster om kyrkan ligger sedan 1980 Karlskrona nya griftegård.

## Inventarier
- Dopfunten av trä är från 1648.[1]
- Altarpredikstolen som omges av en antikinspirerad uppställning bestående av två kolonner med trekantigt överstycke är samtida med kyrkans byggnadstid.
- Den slutna bänkinredningen är samtida med kyrkan.

### Orgel
Fasaden är från kyrkans första orgel byggd 1860 av Andreas Åbergh i Hjortsberga socken med 16 stämmor. Orgelläktaren byggdes samma år. År 1925 byggdes en ny orgel av Olof Hammarberg i Göteborg med 25 stämmor.
Den nuvarande orgeln är byggd 1973 av Mårtenssons orgelfabrik i Lund och har 28 stämmor. Den har mekanisk traktur och elektrisk registratur. Det finns fria kombinationer och svällare för manual II och III.
| Hududverk (I) C-g3 | Svällverk (II) C-g3       | Bröstverk (III) C-g3 | Pedalverk (P) C-f1 | Koppel |
| ------------------ | ------------------------- | -------------------- | ------------------ | ------ |
| Principal 8'       | Gedackt 16'               | Kvintadena 8'        | Subbas 16'         | I/P    |
| Rörflöjt 8'        | Italiensk Principal 8'    | Koppelflöjt 4'       | Principal 8'       | II/P   |
| Oktava 4'          | Salicional 8'             | Principal 2'         | Borduna 8'         | III/P  |
| Spetsflöjt 4'      | Voix céleste 8' (från c0) | Nasat 1 1⁄3'         | Nachthorn 4'       | II/I   |
| Oktava 2'          | Principal 4'              | Krumhorn 8'          | Rauschkvint 3 ch.  | III/I  |
| Mixtur 4 ch.       | Täckflöjt 4'              | Tremulant            | Fagott 16'         |        |
| Trumpet 8'         | Blockflöjt 2'             |                      |                    |        |
|                    | Ters 1 3⁄5'               |                      |                    |        |
|                    | Scharf 3 ch.              |                      |                    |        |
|                    | Oboe 8'                   |                      |                    |        |

## Personer gravsatta på Augerums kyrkogård
- Fredrik Henrik af Chapman
- Anders af Håkansson
- Johan von Blanc

## Bildgalleri

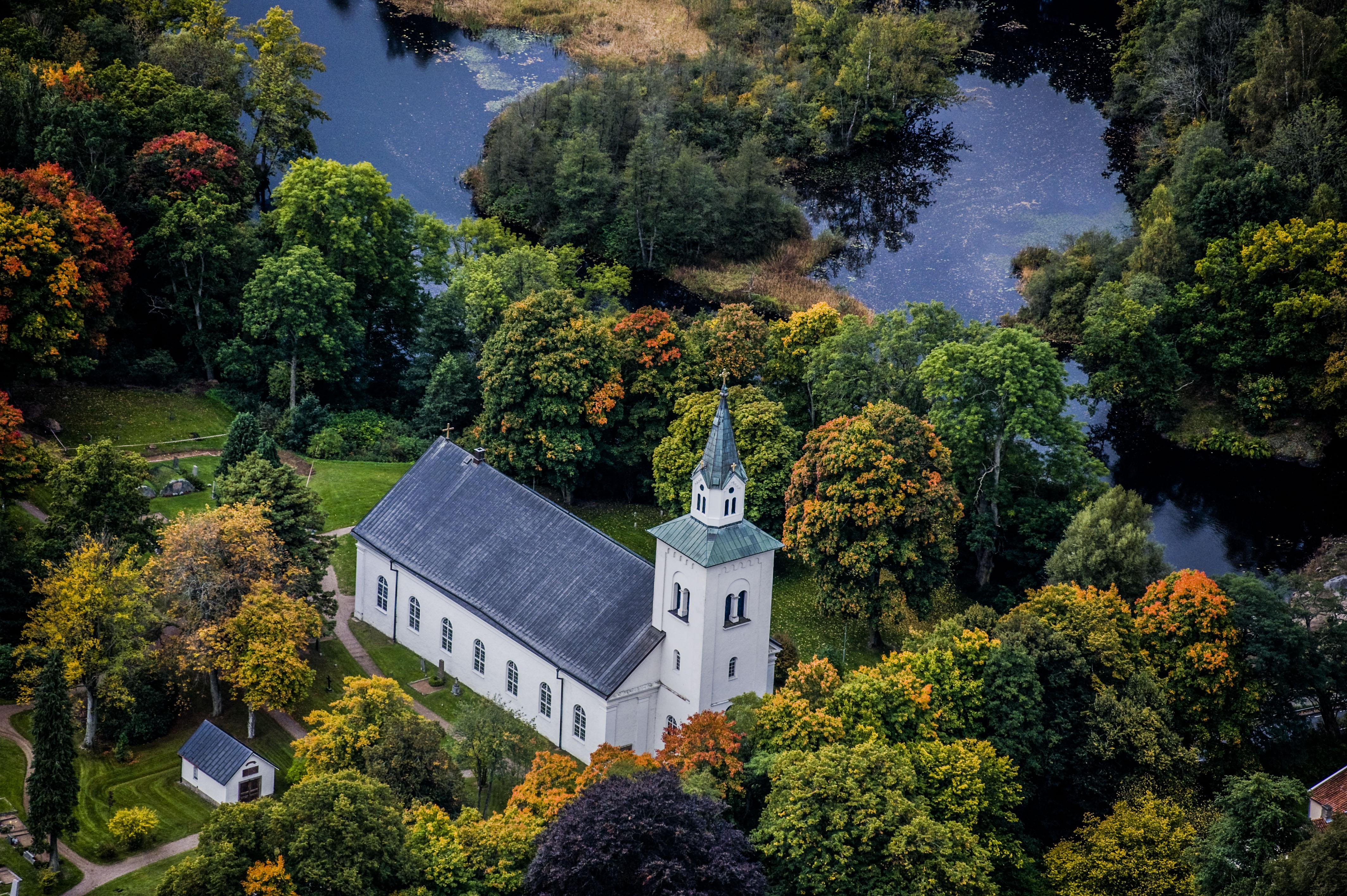
Augerums kyrka från ovan.
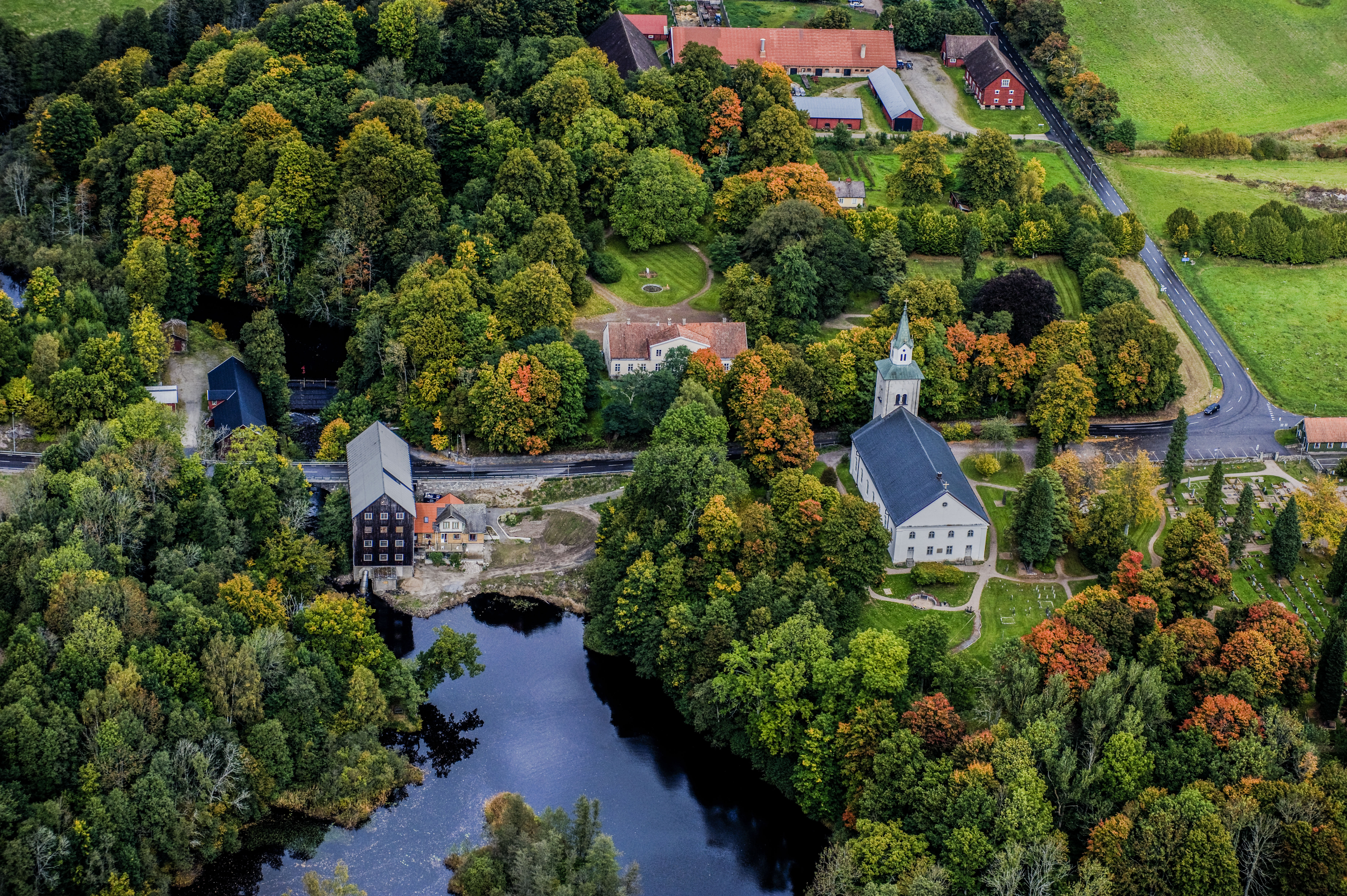
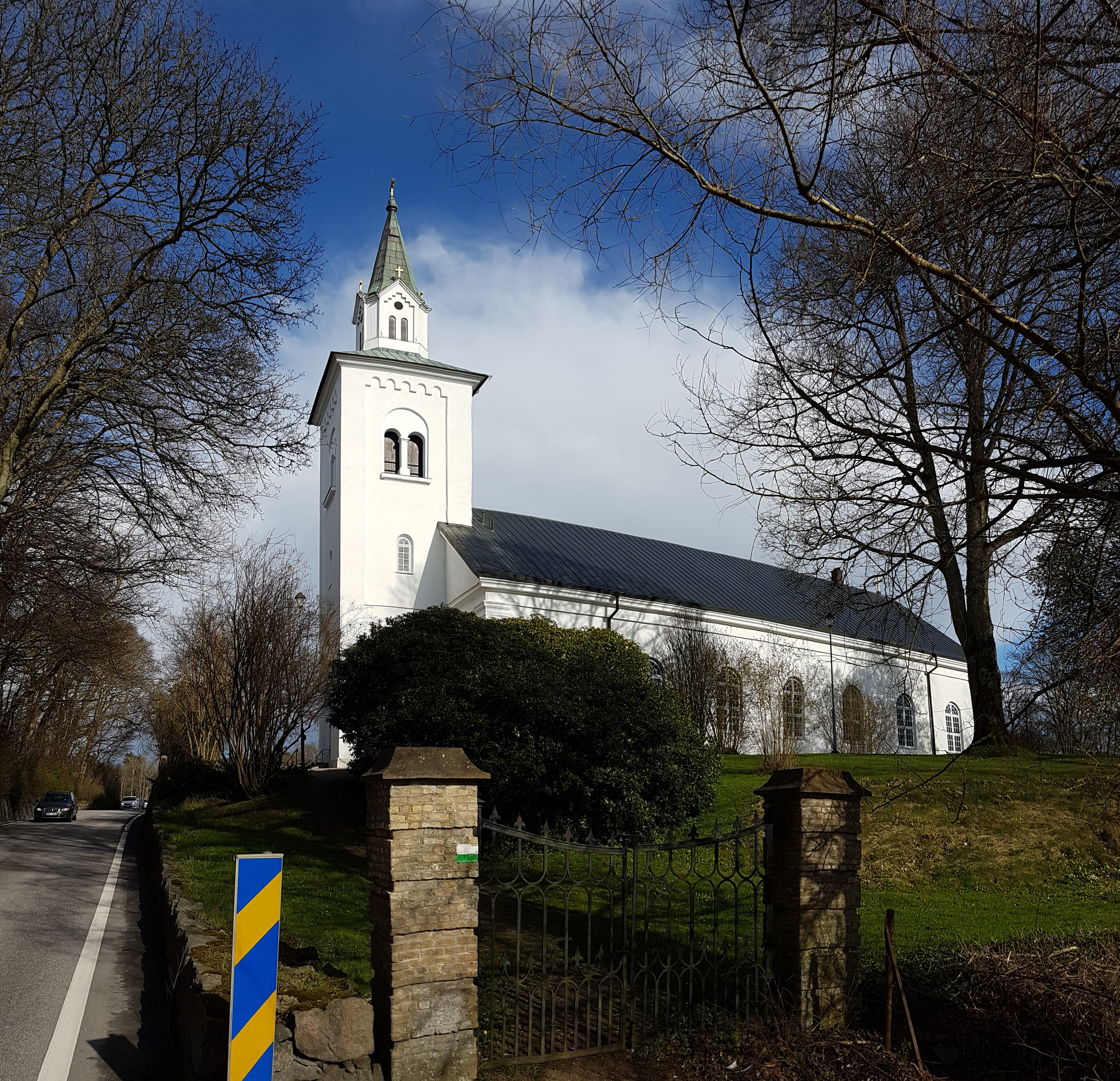
Kyrka sedd från väster.
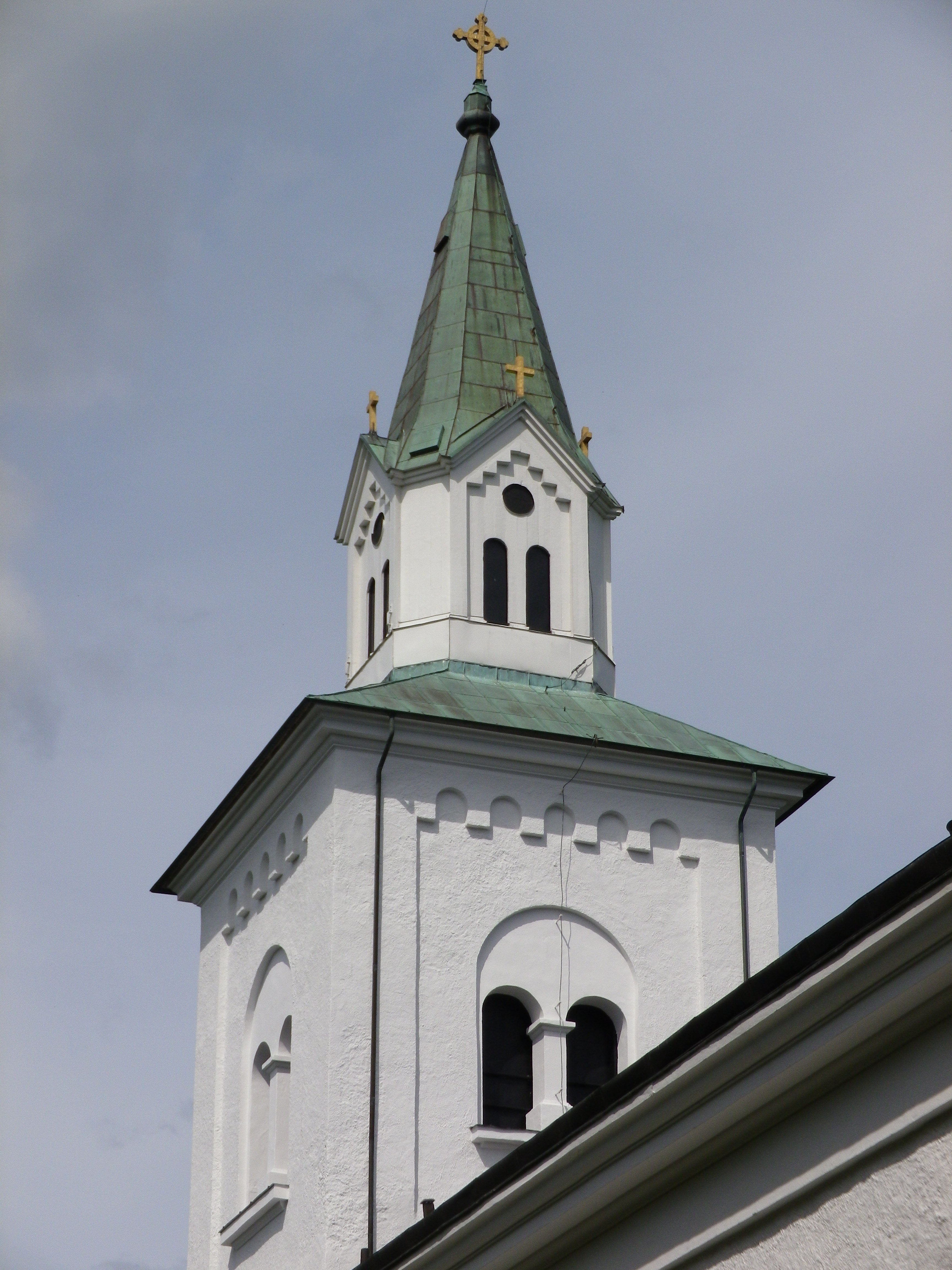
Tornet från 1860–62.
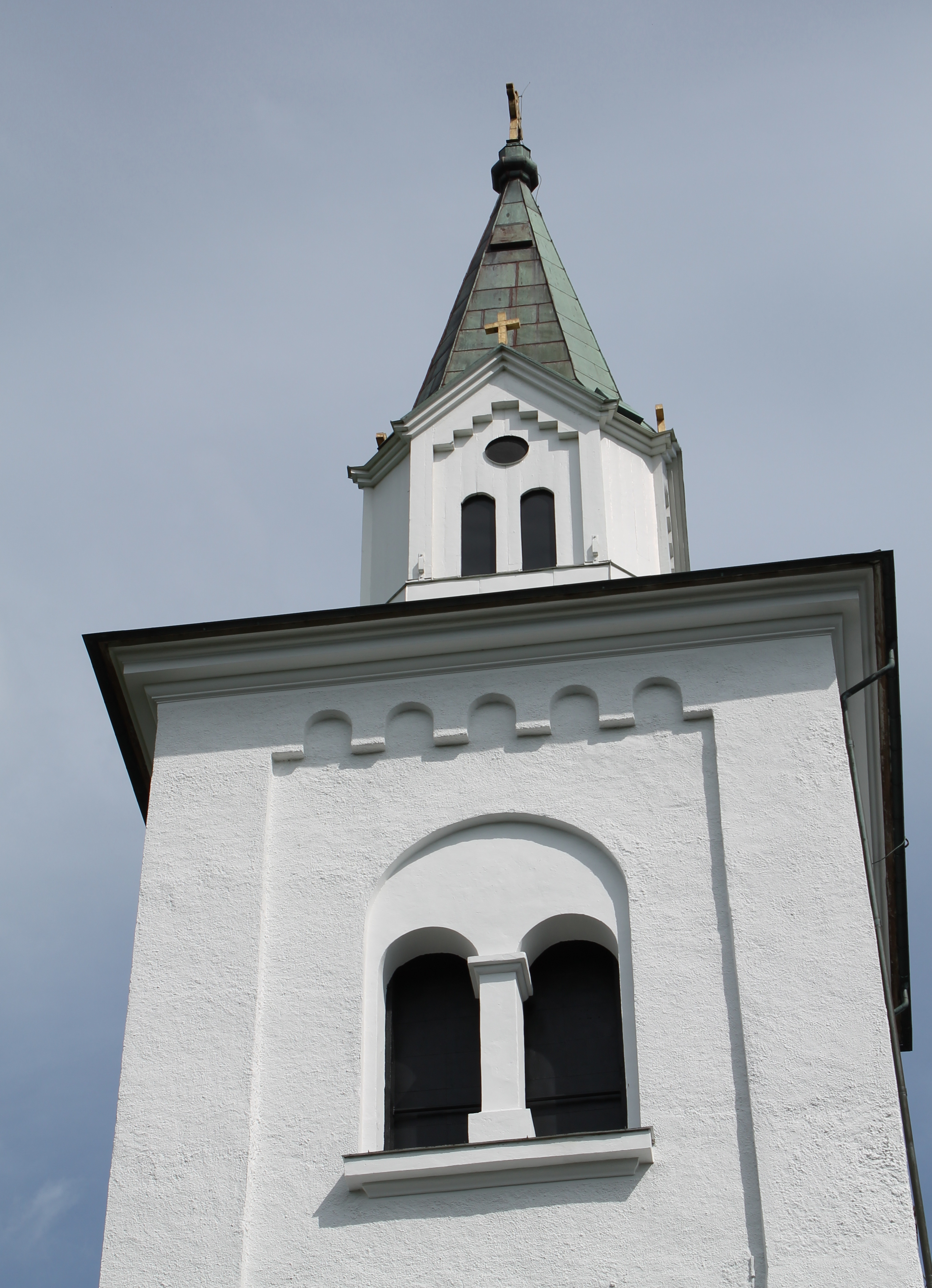
Romansk inspirerade ljudöppningar.
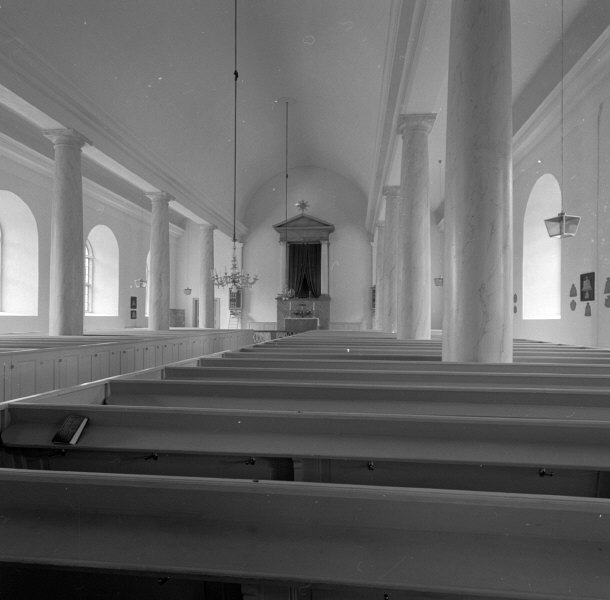
Interiör
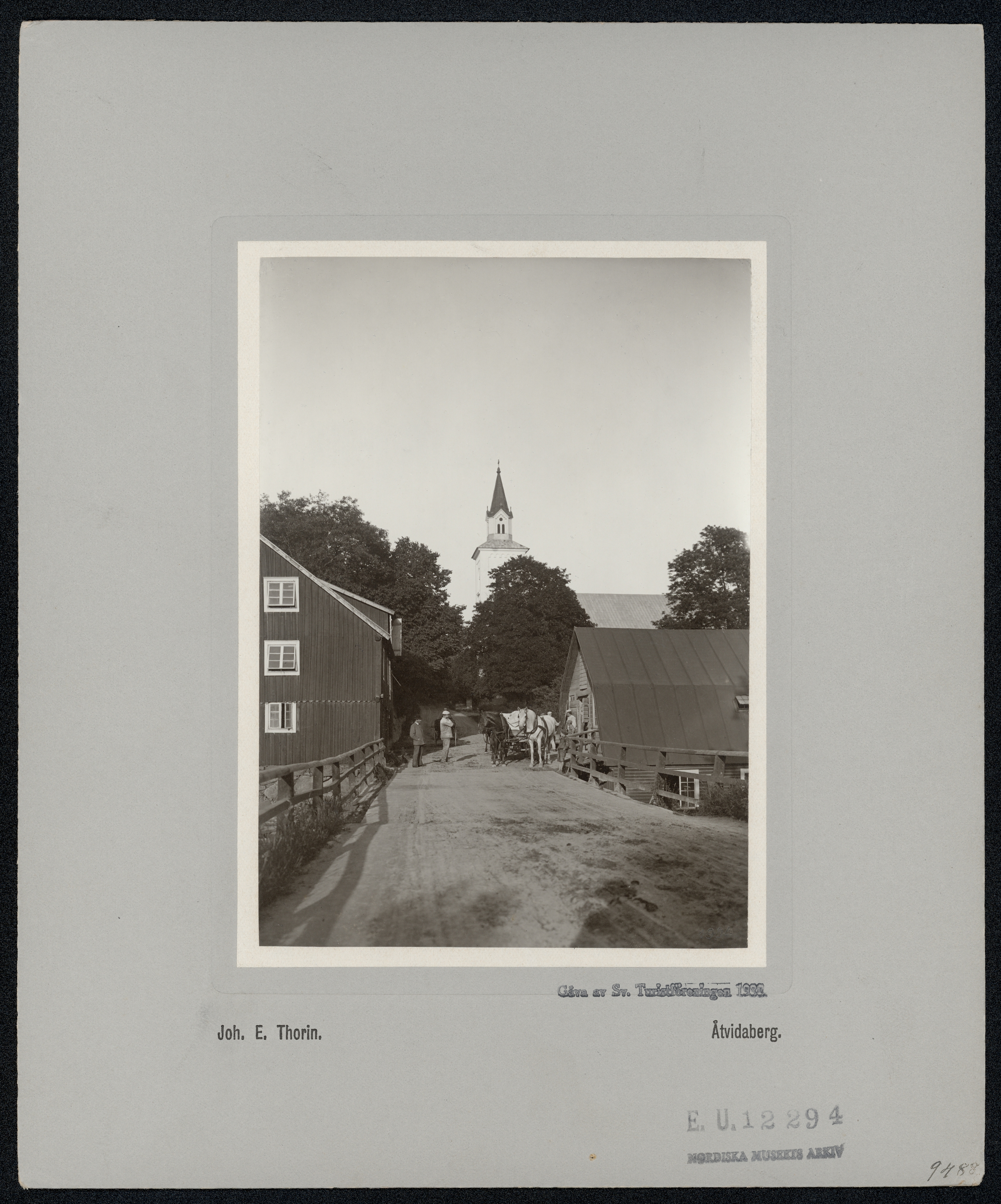
Augerums kyrka och kvarnar 1904.